# USS LST-464
O USS LST-464 foi um navio de guerra norte-americano da classe LST que operou durante a Segunda Guerra Mundial.